# Ungarische Eishockeyliga 1955/56
Die Saison 1955/56 war die 19. Spielzeit der ungarischen Eishockeyliga, der höchsten ungarischen Eishockeyspielklasse. Meister wurde zum insgesamt dritten Mal in der Vereinsgeschichte Kinizsi SE Budapest.

## Modus
In der Hauptrunde absolvierte jede der sechs Mannschaften insgesamt zehn Spiele. Der Erstplatzierte der Hauptrunde wurde Meister. Für einen Sieg erhielt jede Mannschaft zwei Punkte, bei einem Unentschieden gab es einen Punkt und bei einer Niederlage null Punkte.

## Hauptrunde
|    | Klub                  | Sp | S | U | N | Tore  | Punkte |
| -- | --------------------- | -- | - | - | - | ----- | ------ |
| 1. | Kinizsi SE Budapest   | 10 | 9 | 0 | 1 | 59:20 | 18     |
| 2. | Vörös Meteor Budapest | 10 | 6 | 1 | 3 | 51:23 | 13     |
| 3. | Budapesti Dózsa SE    | 10 | 5 | 1 | 4 | 49:30 | 11     |
| 4. | Törekvés Budapest     | 10 | 5 | 1 | 4 | 35:29 | 11     |
| 5. | Budapesti Építők SC   | 10 | 2 | 2 | 6 | 27:46 | 6      |
| 6. | Szikra Budapest       | 10 | 0 | 1 | 9 | 13:86 | 1      |

Sp = Spiele, S = Siege, U = unentschieden, N = Niederlagen